# FLOX-Verfahren
Das FLOX-Verfahren ist ein technisches Brennverfahren ohne Flammenbildung.

## Geschichte
Die Möglichkeit einer flammenlosen Oxidation (abgekürzt FLOX) wurde von Joachim Alfred Wünning, dem Neffen von Joachim Wünning, im April 1990 bei Versuchen mit Industriebrennern entdeckt. In seiner Firma WS Wärmeprozesstechnik wurde das Verfahren weiterentwickelt und zur Marktreife gebracht. Durch die spezifischen Vorteile des FLOX-Verfahrens wurde die Entwicklung auch von dritter Seite gefördert. Unter anderem wurde im Forschungsprojekts „FloxCoal“ der Universität Stuttgart eine Pilotanlage zur flammenlosen Verbrennung pulverisierter Kohle entwickelt.

## Technologie
Beim FLOX-Verfahren brennt einströmendes Gas ab einer Temperatur von 850 °C flammenlos ab. Die Gase werden im Brenner so schnell eingeschossen, dass die Flammen weggeblasen werden und sich keine stabile Flammenfront ausbilden kann. Durch eine hohe Abgasrezirkulation wird bewirkt, dass die an der Flammengrenze stehenden Stoffe keine lokal erhöhte Temperatur ausbilden können, womit die maximale in der Brennkammer auftretende Temperatur verringert wird.
Ein herausragender Effekt für darauf aufbauende Technologie ist der Umstand, dass die Bildung von Stickoxiden (NOx) auf theoretisch Null sinkt, da sich diese an der Flammenfront bilden. In den derzeit praktisch einsetzbaren Verfahren sank die NOx-Emission bei rheinischer Braunkohle um 20 %, bei polnischer Steinkohle um 65 %. Beim Umbau bestehender Brenneranlagen bei Thyssen-Krupp konnte darüber hinaus der Brennstoffbedarf um 20 bis 50 Prozent reduziert werden.
Mit dieser Technologie wurde die Firma WS Wärmeprozesstechnik GmbH von Joachim Alfred Wünning zusammen mit seinem Sohn Joachim Georg Wünning vom deutschen Bundespräsidenten Christian Wulff mit dem Deutschen Umweltpreis 2011 ausgezeichnet.